# سيمازين
السيمازين هو مبيد أعشاب من فئة التريازين. يستخدم المركب لمكافحة الحشائش عريضة الأوراق والأعشاب السنوية.

## تحضير
يمكن تحضير السيمازين من كلوريد السيانوريك ومحلول مركز من إيثيل أمين (50 بالمائة على الأقل من حيث العدد) في الماء. يكون التفاعل طاردًا للحرارة بدرجة عالية ولذلك فمن الأفضل إجراؤه في حمام جليدي أقل من 10 درجات مئوية. من الضروري أيضًا إجراء التخليق في غطاء دخان حيث يتحلل كلوريد السيانوريك في درجات حرارة عالية إلى كلوريد الهيدروجين وسيانيد الهيدروجين، وكلاهما شديد السمية عن طريق الاستنشاق.

## الخصائص والاستخدامات
السيمازين هو مركب بلوري أبيض مصفر قليل الذوبان في الماء. وهو عضو في مبيدات الأعشاب المشتقة من التريازين، وكان يستخدم على نطاق واسع كمبيد أعشاب متبقي غير انتقائي، ولكنه محظور الآن في دول الاتحاد الأوروبي. مثل الأترازين، مبيد أعشاب تريازين مرتبط، يعمل عن طريق تثبيط التمثيل الضوئي. يظل نشطًا في التربة لمدة 2-7 أشهر أو أكثر بعد التطبيق.

## روابط خارجية
- السيمازين, إكستوكسنت PIP